# 교향곡 7번 (베토벤)
《교향곡 7번 가장조, 작품번호 92》는 루트비히 판 베토벤이 작곡한 교향곡이다. 리듬 위주의 곡상으로 인해 현대에도 인기가 높고 연주되는 기회가 많다.

## 개요
바로 이 전의 교향곡들에서 다양하고 새로운 시도를 보여준 베토벤은 이 교향곡에서 다시 정통 교향곡으로의 회귀를 보여주고 있다. "투쟁과 승리"라는 도식의 《5번 “운명”》이나 "자연에 대한 찬미"가 중심 주제인 《6번 “전원”》과 달리, 이 교향곡에서는 경괘한 장단과 리듬을 앞에 내세우는 무곡 형식의 아이디어를 보여주고 있어, 당대건 후대건 이 작품을 평한 사람들은 하나같이 춤이나 춤곡, 축제 등의 흥분되고 들뜬 모습을 연상케 한다고 말했다.

## 작곡 및 배경
베토벤은 1811년에서 1812년에 걸쳐 이 교향곡을 작곡했다. 구상은 1809년에 시작되고 있지만, 본격적인 작곡은 1811년 말에 이르러 보헤미아의 휴양지 테플리스에서 요양을 하고 있을 때 시작되었으며, 완성은 1812년 4월(혹은 5월)에 이루어지고 있다.
매혹적인 리듬으로 유명한 이 작품의 마지막 부분(알레그로 콘 브리오)은 완전히 절제되지 않은 것으로 묘사될 수 있다. 실제로 일부 동시대인들은 베토벤이 술에 취해 마지막 부분을 작곡했다고 의심했다. 제2장(알레그레토)만이 거친 춤의 리듬을 끊고, 서글프고 우울한 기분을 보여 오랫동안 여운이 남는다.
전술한 바와 같이, 이 작품의 작곡 시기 동안 베토벤은 빈이 아닌 보헤미아 지방의 테플리츠(현 체코 테플리체)에서 요양하고 있었는데, 불멸의 연인도 여기에서 마지막으로 나타나고 있어, 이 작품과 모종의 연관 관계가 있다고 주장하는 연구가들도 있다.

## 초연과 이후
초연은 1813년 12월 8일에 빈 대학 강단에서 《웰링턴의 승전》과 함께 이루어졌다. 이 연주회는 하나우 전투에서 부상당한 오스트리아 병사들을 지원하기 위해 개최된 자선 음악회였다. 베토벤 자신도 그렇고, 공연을 기획한 사람들도 그렇고, 꽤 공을 많이 들인 이 공연에서 연주한 관현악단 일원 중에는, 베토벤의 후기 현악 사중주의 보급에 크게 이바지한 바이올리니스트 이그나츠 슈판치히, 베토벤에게 성악과 오페라 수업을 한 안토니오 살리에리, 베토벤과의 친교로 익히 알려진 피아니스트 겸 작곡가 요한 네포무크 훔멜, 오페라 작곡가로 유명한 자코모 마이어베어, 더블베이스의 거장 도메니코 드라고네티, 피델리오의 피아노 편곡을 맡기도 한 피아니스트 겸 작곡가 이그나츠 모셸레스, 본 시절 선제후 궁정 오케스트라의 일원으로서 처음 만난 작곡가 안드레아스 롬베르그 등이 있어, 명연주가들과 당대 혹은 이후의 유명 작곡가들까지 있는 것을 볼 수 있는데, 이러한 점은 꽤 흥미롭다. 또 이탈리아의 기타 거장 줄리아니는 이 초연에서 첼로를 연주했다고 전해진다.
하지만 청각장애가 한층 심해진 데다가, 당대 악기로는 자신이 원하는 만큼의 힘과 스피드를 얻기 힘들자, 베토벤은 리허설 때 꽤 짜증을 냈던 것으로 전해진다. 바이올린 연주자로 참여했던 루이 슈포어의 증언에 따르면, "약하게 연주해야 하는 부분에서는 아예 보면대 밑으로 기어들어갔고, 강하게 연주해야 하는 부분에서는 펄쩍 뛰어올라 고함을 치기까지 했다"고 한다. 베토벤이 지휘대에서 지휘한 이 음악회는, 한층 고양된 애국주의 열풍과 승리감도 있어서였는지 크게 성공했다. 함께 초연된 《웰링턴의 승전》이 관객들에게 더 좋은 반응을 얻었다고 전해지고는 있지만, 이 교향곡 또한 성공적이었으며, 특히, 제2악장은 유별나게 인기를 얻어서 여러 형태로 편곡되었고, 초연의 무대에서도 앵콜로 연주되었다. 하지만 이 교향곡이 유독 인기를 많이 얻어서 후속작인 《8번》을 압도하게 되자, 베토벤은 오히려 짜증을 내며 "《8번》이 이 교향곡보다 더 훌륭한 작품"이라고 출판사에 편지까지 보내 항의했다고 한다.
악보의 초판은 1816년 5월에 빈의 SA 슈타이너 출판사를 통해 파트보와 총보 모두 간행되었다. 헌정은 모리츠 폰 프리스 백작에게 이루어지고 있다.

## 악기 편성
《3번》과 같은 확장된 호른 파트는 없고, 《5번》이나 《6번》과 같이 피콜로나 트롬본을 동원하지도 않으며, 《9번》과 같은 합창은 물론 사용되지 않는다. 또한 서법도 《3번》이나 《9번》에 비해 명료하여 고전적인 교향곡이라고 할 수 있다.
《8번》의 초연시 함께 연주되었을 때는 목관 악기가 배, 현악기는 바이올린 각 18개, 비올라 14개, 첼로 12개, 콘트라베이스 7개, 그리고 출판보에 없는 콘트라바순 2개가 포함되는, 당시로서는 거대한 편성이었다.
| 목관 악기 | 목관 악기 | 금관 악기 | 금관 악기    | 타악기 | 타악기 | 현악기      | 현악기 |
| --------- | --------- | --------- | ------------ | ------ | ------ | ----------- | ------ |
| 플루트    | 2         | 호른      | 3            | 팀파니 | ●      | 제1바이올린 | ●      |
| 오보에    | 2         | 트럼펫    | 2            | 기타   |        | 제2바이올린 | ●      |
| 클라리넷  | 2         | 기타      |              | 기타   | 비올라 | ●           |        |
| 바순      | 2         | 기타      | 첼로         | 기타   | ●      |             |        |
| 기타      |           | 기타      | 콘트라베이스 | 기타   | ●      |             |        |

## 구성
작품은 전4악장으로 구성되어 있다. 고악이나 종지부 악기의 연구 영향이 베토벤의 연주에까지 영향을 주기 시작하기 이전의 전통적인 모던 악기에 의한 연주에서는 제1,3,4악장의 모든 반복을 포함하면 약 42분 정도로 여겨진다. 단, 모든 반복이 행해지는 연주는 적고, 그 결과 40분 미만의 길이로 연주되는 적이 많았다. 카라얀 / 베를린 필 등에서는 35분에서 끊는 시간으로 연주되고 있다. 최근에는, 예전에 "너무 빠르다"라고 생각되고 있었던 베토벤의 메트로놈 지시와 작곡 당시의 연주 습관을 존중하는 경향이 강해지고 있어, 모두 반복을 포함해도 40분에서 끊는 시간으로 연주되는 경우가 늘어나고 있다.
제1악장은 가장조의 목가풍 서주로 시작한다. 3분 남짓 서주가 연주되고 이어 꾀꼬리 소리를 연상케 하는 경쾌한 리듬의 1악장 제시부가 이어진다. 이 주제에 나타나는 특유의 리듬은 이후 1악장 전체에 걸쳐 반복된다. 서주를 제외한 1악장은 전형적인 소나타 형식이다. 제2악장은 알레그레토(조금 빠르게)라고 써 있지만 이 교향곡에서 가장 느린 악장이다. 가단조의 멜랑콜리한 주제가 제시되고, 대위법적으로 전개된다. 제3악장은 바장조의 스케르초이다. 전형적인 겹세도막 형식(A-B-A)을 확장한 A-B-A-B-A 구조로 되어 있다. 제4악장은 이 교향곡을 통틀어 가장 빠르고 힘이 넘치는 악장으로, 바커스(술의 신)의 향연이라는 별명으로 불리기도 한다. 약박에 있는 액센트가 특징이다.

### 제1악장. 포코 소스테누토 - 비바체
가장조, 4/4 - 6/8 박자, 서주가 있는 소나타 형식(제시부 반복 지정됨).
투티로 4분음표가 강하게 연주되고 오보에가 솔로로 연주한다. 그리고 16분음표에 의한 장대한 상승장음계가 특징적인 서주 후에 부점음표에 의한 경쾌한 리듬의 음악이 시작된다. 첫 번째 주제는 플루트의 신나는 솔로로 제시된다. 여기에서 부점음표의 동기가 전곡을 통하여 반복되기 때문에 제2주제와의 대비는 적다. 경쾌한 리듬이 주제부, 전개부, 재현부, 모두를 지배하고 있어, 바그너의 평이 나타내는 바와 같다. 전개부는 현과 관의 대비 응답이 눈부시다. 코다에서는 22 마디에 걸쳐 지속되는 저현에 의한 고집저음이 혼돈된 채로 피아니시모부터 포르티시모까지를 이끌어주고, 마지막으로 현과 관이 응답을 반복한 후 일체화되어 종결을 시도한다. 곡을 닫는 소리는 으뜸음인 도(가 음)가 아니라 가온음의 올림다 음이다.
도중에 현악기가 연주하는 주화음(라 도 #미)과 목관악기의 아래 속화음(레 파 라)이 나란히 달리는 285 마디는 19세기 말부터 조바꿈의 오류로 파악하여 수정되는 경우가 있으며, 20세기 초기에 출판된 올렌부르크와 페타스 사의 막스 웅거 교정판 악보에서도 마디 후반에 현악기의 음정을 수정하고 있다.

### 제2악장. 알레그레토
가단조, 2/4 박자, 복합세도막 형식.
초연시 청중으로부터 특히 지지를 받았던 악장이다. 슈만은 이 주제를 바탕으로 변주곡을 남기고 있으며, 바그너는 이 악장을 불멸의 알레그레토라고 불렀다. 복합세도막 형식의 주부는 변주곡 형식으로, 계속해서 완강하게 동음이 반복되는 정적인 선율이면서도 화성적으로는 풍부하게 채색되어 있다. 첫 세 마디에서 호른과 목관이 연주하는 인상적인 화음 뒤에 현악기로 주제가 연주되고, 그 뒤에 애수를 띤 오블리가토가 얽힌 변주가 이어진다. 후반부를 반복한 주제를 현악기의 저음 제시를 포함해 네 번 연주하고, 마지막으로 모든 악기에 의해 포르테에 이르는 것은 《9번》의 환희의 선율 제시 전개와 같다.  알레그레토는 이 작품의 전 악장 중 가장 느린 속도 설정이다.

### 제3악장. 프레스토
바장조(트리오 라장조), 3/4 박자, 세도막 형식.
형식적으로는 세도막 형식으로 되어 있지만, 트리오는 2회 나타나 ABABA 형태로 되어 있다. 2차 스케르초 도중에는 강약기호를 p(피아노)나 pp(피아니시모)로 떨어뜨리라는 지시가 있다. 코다에서는 《9번》의 제2악장과 마찬가지로 트리오가 짧게 회상된다.

### 제4악장. 알레그레토 콘 브리오
가장조, 2/4 박자, 소나타 형식(제시부 반복 지정됨).
열광적인 피날레의 악장이다. 두 번째 악장과 마찬가지로 동일 리듬이 집요하게 반복되고, 여린박(약박)인 두 번째 박자에 악센트가 놓여 있다(현대의 록, 팝에 있어서 드럼 장단을 잡는 법과 같다). 제1주제는 후년의 자료 연구에서 아일랜드 민요 "노라 크레이나"의 선율에서 따온 것으로 되어 있다. 이 첫 번째 주제는 주화음이 아닌 속칠화음으로 시작된다. 제1악장과 마찬가지로 코다에서는 저현으로 오스티나토가 연주된다.
121마디(※지금까지의 괄호를 일련으로 카운트하지 않는 경우)에서 제1괄호를 다섯 마디 동안 친 후의 반복에 대해서는 미비한 점이 있어, 초판, 구 전집판을 포함한 19세기 중의 출판보에서는 5마디와 13마디 중 어느 쪽으로 돌아갈지 제시되지 않았다. 20세기에 들어서면, 5마디에 사이즈가 작은 "S", 제1괄호의 125마디에는 "Dal Segno"를 보충하는 것이 통례가 되며, 베렌라이터 판에서는 자료에 존재하지 않음을 더욱 명확히 하기 위해, 이들 기호는 괄호로 묶여있다.

## 평가 및 영향
이 교향곡에 대한 음악가들의 평가는 엇갈리고 있다. 로맹 롤랑은 각 악장마다 독특하고 인상적인 리듬과 경쾌한 장단이 악장 전체를 지배하는 특징에 대하여 그의 베토벤 전기에서 "리듬의 대향연"이라고 표현한 바 있고, 바그너는 각 악장에서의 리듬 동기 활용을 가리키며, "춤의 성화(聖化)"("Apotheose des Tanzes")라고 극찬했다. 반면, 베버는 "베토벤은 이제 정신병원행이다"라는 말을 남겼고, 바인가르트너는 "다른 어떤 곡보다 정신적 피로를 일으킨다"라는 말을 남겼다.
독일의 철학자 에드문트 후설은 초월적인 알레그레토에 집착했으며, 현대의 심리학자들은 그것이 왜 그렇게 강력한지 이해하려고 노력했다. 그리고 폐 전문가들은 심지어 알레그레토가 호흡 패턴에 미치는 영향을 조사했다. 이처럼 알레그레토는 계속해서 끊임없이 대중 문화에 영향을 미치고 있다.

## 대중 문화에서의 사용
오늘날 제2악장 알레그레토는 종종 연주회에서 별도로 프로그램화 되고 있으며, 베토벤의 전기 영화 불멸의 연인 (1994)과 2010년 오스카상 수상작 킹스 스피치 (2010)의 클라이막스 장면을 포함하여 대략 20개 이상의 주요 영화에 사용되었다.
- 영화 검은 고양이 (1934)에서는 제2악장이 두드러지게 사용되었다.
- 딥 퍼플의 노래 Exposition (1968)에서는 제2악장이 사용되었다.
- 영화 자도즈 (1973)에서는 제2악장이 사용되었다.
- TV 다큐멘터리 코스모스 (1980년)의 첫 번째 에피소드는 눈부신 널찍함으로 지구의 광대함과 다양성을 강조하는 제1악장을 선보인다.
- 영화 사랑과 슬픔의 볼레로 (1981년)에서는 조르주 돈이 제4악장에 맞춰 춤을 추는 장면이 있다.
- 영화 여배우 프란시스 (1982년)에서는 제2악장이 사용되었다.
- 애니메이션 드래곤 하프 (1988–1994) - OVA의 엔딩 곡으로 사용된 "내 계란말이"는 제4악장을 편곡한 것이다.
- 애니메이션 은하영웅전설 (1988–2000)에서는 제1악장, 제2악장, 제4악장이 사용되고 있다.
- 영화 불멸의 연인 (1994)에서는 제2악장이 사용되었다.
- 영화 홀랜드 오퍼스 (1995)에서는 고등학교 음악교사 홀랜드가 베토벤의 청력 상실의 비극을 재조명하기 위해 제2악장을 사용한다. 그러나 홀랜드의 아들은 청각장애인이어서 아버지의 음악에 대한 열정을 공유하지 못한다.
- 애니메이션 하멜의 바이올린 (1996)에서는 제12화 여행의 끝에에서 제2악장이 마곡으로 사용되었다.
- 사라 브라이트만의 노래 Figlio perduto (2001)는 제2악장의 멜로디에 괴테의 시 마왕의 내용을 가사로 해 얹은 곡이다(앨범 Classics에 수록됨).
- 영화 더 폴: 오디어스와 환상의 문 (2006년)에서는 제2악장이 주제곡으로 사용되었다.
- 노타메 칸타빌레의 2006년 실사 TV 드라마에서는 제1악장을 오프닝 테마로 사용한다. 2007년 TV 애니메이션화에서는 이를 엔딩 테마로 사용한다.
- 영화 카핑 베토벤 (2006)에서는 제2악장이 사용되었다.
- 영화 다즐링 주식회사 (2007)에서는 제4악장이 사용되었다
- 영화 맨 프롬 어스 (2007)에서는 제2악장이 사용되었다.
- 영화 노잉 (2009)에서는 제2악장이 사용되었다.
- 영화 러브 익스포저 (2009)에서는 제2악장이 사용되었다.
- 드라마 외사경찰 (2009)에서는 제2악장이 사용되었다.
- 영화 킹스 스피치 (2010)에서는 제2악장의 상당히 느린 버전이 사용되었다.
- PC 게임 워 썬더 (2012)에서는 메뉴 화면에서 제2악장이 사용되었다.
- 영화 엑스맨: 아포칼립스 (2016)에서는 제2악장의 편곡 버전이 사용되었다.
- 국내 TV 드라마 부부의 세계 (2020)에서는 제4화에서 제2악장이 사용되었다.